# Fredegunda
Fredegunda (łac. Fredegundis) (zm. 597) – żona frankijskiego króla Neustrii, Chilperyka I.

## SłużącaAudowery
Fredegunda była z pochodzenia Frankijką. Na dworze króla Chilperyka była służąca królowej Audowery. Fredegunda spodobała się Chilperykowi, który był znanym kobieciarzem. Fredegunda miała wyższe ambicje, niż bycie służącą i ułożyła plan usunięcia królowej. W czasie, gdy Chilperyk przebywał na wyprawie wojennej, królowa Audowera urodziła córkę. Fredegunda podsunęła jej myśl, iż tylko królowa jest godna zostać matką chrzestną własnej córki. Córka Audowery została ochrzczona, a królowa Audowera została matką chrzestną swojego własnego dziecka. Po powrocie z wyprawy wojennej Chilperyka przywitała Fredegunda. Zapytała z kim chciałby spędzić noc z nią czy z matką chrzestną jego dziecka, czyli królową. Fredegunda opowiedziała mu cały przebieg wydarzeń. Król wiedział, iż według prawa kanonicznego nie może być zawarte małżeństwo między rodzicem a rodzicem chrzestnym dziecka. Chilperyk po wysłuchaniu odrzekł, iż noc spędzi u Fredegundy. Żonie oświadczył, iż wobec całej sytuacji rozwód jest nieunikniony. Audowera po rozwodzie została umieszczona w klasztorze w Le Mans jako zakonnica. Fredegunda została zaś wyniesiona do godności żony Chilperyka.

## Chilperyk iGalswinta
Po ślubie z Fredegundą Chilperyk zauważył, iż jego relacje z kobietami z najniższych warstw ludu szkodzą jego autorytetowi. W tym czasie jego brat Sigebert I, mający za żonę księżniczkę wizygocką, cieszył się olbrzymim szacunkiem. W 567 roku Chilperyk poślubił córkę króla Wizygotów Atanagilda Galswintę. Chilperyk uzyskał zgodę na ten ślub, w zamian za rezygnację ze wszystkich konkubin. Fredegunda została po ślubie króla odsunięta. Uprosiła jedynie, by król pozostawił ją na dworze. Podjęła wówczas działania mające na celu powrót do łask króla. W niedługim czasie Fredegunda odzyskała swoją pozycję i zaczęła lekceważąco odnosić się do Galswinty. Parę miesięcy później Galswinta została znaleziono zaduszona we własnym łożu prawdopodobnie na polecenie Fredegundy. Po jej śmierci Fredegunda została ponownie oficjalną żoną Chilperyka i królową Neustrii.

## Wojna z Sigebertem
Zamordowanie Galswinty spowodowało wybuch wojny pomiędzy Chilperykiem i jego bratem Sigebertem, mężem Brunhildy, siostry zamordowanej. Wojna trwała kilka lat. W 575 roku Sigebert otoczył w Tournai Chilperyka z Fredegundą. Sigebert ogłosił się królem Neustrii i przybyło do niego wielu zbiegów od jego brata. Wśród zbiegów dwóch okazało się mordercami wysłanymi przez Fredegundę. Zbliżyli się do Sigeberta, a następnie wyciągnęli miecze i zamordowali go. Jeden z zabójców został zabity na miejscu, a drugi ranny został dobity przez straż królewską.

## Meroweuszi Brunhilda
Po śmierci Sigeberta Chilperyk i Fredegunda zatriumfowali i odzyskali swoje królestwo. W tym czasie pasierb Fredegundy Meroweusz nawiązał romans z Brunhildą wdową po zabitym królu. Wiosną 576 roku wziął z nią ślub. Fredegunda dostrzegła w całej sytuacji szansę na pozbycie się następcy tronu, na czym zyskałyby jej dzieci z Chilperykiem. Po schwytaniu Meroweusza przez ojca i przybyciu obu do Soissons królowa namówiła męża, by zostały Meroweuszowi ścięte włosy tj. symbol władzy królewskiej. Po obcięciu został umieszczony w klasztorze w Le Mans. Kilka miesięcy później Meroweusz uciekł. Nie znalazł oparcia u Brunhildy, co spowodowało, iż wraz ze swym przyjacielem Gailenem ukrywał się na terenie Galii. Fredegunda dysponująca siecią donosicieli wkrótce odkryła miejsce przebywania Meroweusza. Wysłała tam zbrojnych z poleceniem zabicia Meroweusza. Gailen na prośbę Meroweusza zabił go (577 rok). Na polecenie królowej Gailenowi za karę obcięto nogi, ręce, nos i uszy.

## ProcesPretekstatai jego śmierć
Po wyeliminowaniu Meroweusza Fredegunda postanowiła się zemścić na biskupie Rouen Pretekstacie, który udzielił ślubu Meroweuszowi i Brunhildzie. Biskup został oskarżony o obrazę majestatu i pogwałcenie prawa kanonicznego. Na polecenie Chilperyka w 579 roku został uwięziony i przewieziony do Paryża, gdzie miał się odbyć synod. Na synodzie biskupów miał się odbyć sąd nad biskupem Pretekstatem. Proces przebiegał pod silnymi naciskami Chilperyka i Fredegundy. Pretekstat w wyniku przeprowadzonego postępowania sądowego został uznany winnym i skazany. Usunięto go z tronu biskupiego i został wygnany na wyspę Jersey. W 586 roku Pretekstat powrócił po śmierci Chilperyka z wygnania i ponownie został biskupem w Rouen. Fredegunda nie była zadowolona. Na jej polecenie został wysłany morderca, który ciężko ranił biskupa, gdy ten odprawiał mszę. Fredegunda przybyła do Rouen. Pretekstat przeklął ją przed śmiercią. 

## Zabicie Chlodwiga
Fredegunda miała z Chilperykiem sześcioro dzieci: Chlodoberta, Samsona, Dagoberta, Teuderyka, córkę Rigundis i Chlotara. Samson w 577 roku zachorował i zmarł mając dwa lata. Następnie w 580 roku zachorowali Dagobert i Chlodobert. Fredegundę ogarnęła skrucha za grzechy i wraz z mężem rozpoczęli wznoszenie w intencji wyzdrowienia synów nowe kościoły i spalili księgi podatkowe ludności. Ich modły i prośby nie przyniosły rezultatu obaj synowie zmarli. Niedługo po ich śmierci Fredegunda została przekonana, iż za ich śmierć jest odpowiedzialny jej pasierb Chlodwig. Chlodwig miał mieć romans z córką służebnej, której matka miała parać się czarami. Fredegunda opracowała plan pozbycia się następcy tronu. Pewnego razu Chilperyk udał się z synem na polowanie. Chlodwig został na nim uwięziony i przewieziony do Fredegundy. Następnie Fredegunda poleciła swoim zbrojnym zawieźć Chlodwiga do królewskiego majątku nad Marną. Chlodwig został tam zamordowany, a następnie upozorowano jego samobójstwo. Ciało Chlodwiga zostało początkowo pochowane. Później na polecenie królowej zostało wrzucone do Marny. Wyłowił je rybak, który przekazał ciało stryjowi zamordowanego Guntramowi. Po śmierci Chlodwiga Fredegunda poleciła zabić królową Audowerę w klasztorze, a następnie z jej rozkazu została zgwałcona córka Audowery - Hildewinda, która później zmarła w klasztorze w Poitiers.

## Śmierć Chilperyka
We wrześniu 584 roku Chilperyk przebywał na polowaniu na terenie Île-de-France w okolicach Chelles. Po powrocie z polowania został w niewyjaśnionych okolicznościach zasztyletowany. Według kronikarza Fredegara za zabójstwem stała Brunhilda, ale według innych źródeł za zabójstwem stała Fredegunda, która miała romans z Landricem majordomem Neustrii.

## Regencja
Po śmierci męża Fredegunda przebywała w Paryżu i objęła w imieniu czteromiesięcznego syna Chlotara władzę jako regentka. Jej celem stało się zjednoczenie królestwa Franków pod władzą jej syna. W tym celu chciała, by stał się on następcą bezdzietnego Guntrama. Próbowała również usunąć swoją wielką rywalkę Brunhildę i jej syna Childeberta. Dwukrotnie nasyłała na nich morderców, jednakże za każdym razem jej plany nie przynosiły skutku. Po nieudanych zamachach wsparła spisek możnych austrazyjskich w osobach Guntrama Boso i Rauchinga, którzy podnieśli bunt przeciw Brunhildzie. Rebelia jednak została stłumiona przez Brunhildę. W 597 roku Fredegunda umarła i została pochowana w opactwie Saint-Germain-des-Prés.